# Муравлёвская
Муравлёвская — деревня в Шатурском муниципальном районе Московской области. Входит в состав Дмитровского сельского поселения. Население — 2 чел. (2013).

## Расположение и транспорт
Деревня Муравлевская расположена в южной части Шатурского района, расстояние по автодорогам до МКАД порядка 164 км, до райцентра — 50 км, до центра поселения — 18 км. Ближайший населённый пункт — деревня Тельма в километре к югу, где расположена автобусная остановка маршрута № 41. Недалеко от Тельмы также располагается остановка «Савинская», от которой ходят автобусы в том числе до Москвы.
Высота над уровнем моря 123 м.

## Название
В письменных источниках деревня упоминается как Муравлевская.
Название, вероятно, произошло от фамилии Муравлёв.

## История

### С XVII века до 1861 года
Впервые упоминается в писцовых книгах Владимирского уезда XVII века как деревня Муравлевская Бабинской кромины волости Муромское сельцо Владимирского уезда Замосковного края Московского царства. Деревня принадлежала Лазарю Петровичу Ададурову.
В результате губернской реформы 1708 года деревня оказалась в составе Московской губернии. После образования в 1719 году провинций она вошла во Владимирскую провинцию, а с 1727 года — во вновь восстановленный Владимирский уезд.
В 1778 году образовано Рязанское наместничество (с 1796 года — губерния). После этого вплоть до начала XX века деревня входила в Егорьевский уезд Рязанской губернии.
Последними владельцами деревни перед отменой крепостного права были Василий Николаевич Жедринский и Марья Ивановна Тарасевичева.
По сведениям 1859 года Муравлевская — владельческая деревня 1-го стана Егорьевского уезда по левую сторону Касимовского тракта, при колодце, в 64 верстах от уездного города и 43 верстах от становой квартиры.

### 1861—1917
После реформы 1861 года из крестьян деревни было образовано два сельских общества, деревня вошла в состав Лекинской волости.
В 1885 году был собран статистический материал об экономическом положении селений и общин Егорьевского уезда. В деревне было общинное землевладение. Земля была поделена по ревизским душам. Переделы пашни были редко и в неопределенные сроки, часть лугов переделялась ежегодно. Деревня находилась с краю наделов обоих общин, дальние полосы отстояли от неё на 3/4 версты в общине Тарасевич и на 0,5 версты в общине Жедринского. В первой общине пашня делилась на 45 участков, во второй — на 42. Длина душевых полос составляла от 20 до 30 саженей, ширина в общине Тарасевич от 1,5 до 2 аршин, в общине Жедринского от 2 до 3. 18 домохозяев арендовали всего 35,5 десятин луга.
Почвы были супесчаные, илистые и песчаные, пашня бугроватая и иногда низменная. Луга в основном по болоту, но частично вместе с полями, прогоны неудобны. В деревне был небольшой пруд и 10 колодцев, недостатка в хорошей воде не было. Хлеб покупали в Дмитровском Погосте, дрова также покупали. Сажали рожь, овёс, гречиху и картофель. У крестьян было 19 лошадей (из них 3 жеребёнка), 37 коров и 30 телят, 121 овца, 34 свиньи. Плодовых деревьев не было, пчёл не держали. Избы строили деревянные, крыли деревом и железом, топили по-белому.
Деревня входила в приход села Телема, туда же дети ходили в школу. Главный местный промысел — вязание рыболовных сетей (для женщин). Кроме того, отхожим промыслом занималось 40 плотников (почти все в Москве, некоторые в Пензенской губернии).
По данным 1905 года главным отхожим промыслом оставалось плотничество. Ближайшее почтовое отделение и земская лечебница располагались в селе Дмитровский Погост.

### 1917—1991
После Октябрьской революции был образован Тельминский сельсовет, куда вошла деревня Муравлёвская.
В 1919 году деревня была передана из Егорьевского уезда во вновь образованный Спас-Клепиковский район Рязанской губернии. В 1921 году Спас-Клепиковский район был преобразован в Спас-Клепиковский уезд, который в 1924 году был упразднён. После упразднения Спас-Клепиковского уезда деревня передана в Рязанский уезд Рязанской губернии. В 1925 году произошло укрупнение волостей, в результате которого деревня оказалась в укрупнённой Архангельской волости.
В ходе реформы административно-территориального деления СССР в 1929 году деревня вошла в состав Дмитровского района Орехово-Зуевского округа Московской области. В 1930 году округа были упразднены, а Дмитровский район переименован в Коробовский.
3 июня 1959 года Коробовский район был упразднён, Тельминский сельсовет передан Шатурскому району.
С конца 1962 года по начало 1965 года деревня Муравлёвская входила в Егорьевский укрупнённый сельский район, созданный в ходе неудавшейся реформы административно-территориального деления, после чего деревня в составе Тельминского сельсовета вновь передана в Шатурский район.

### С 1991 года
В 1994 году Тельминский сельсовет был преобразован в Тельминский сельский округ.
29 сентября 2004 года Тельминский сельский округ был упразднён, а его территория включена в состав Дмитровского сельского округа.
В 2005 году образовано Дмитровское сельское поселение, в которое вошла деревня Муравлёвская.

## Население
| 1858 | 1859 | 1868 | 1885 | 1905 | 1970 |
| ---- | ---- | ---- | ---- | ---- | ---- |
| 93   | ↗105 | ↗108 | ↗161 | ↘142 | ↘43  |
| 1993 | 2002 | 2006 | 2010 | 2011 | 2013 |
| ↘15  | ↘7   | ↘6   | ↘2   | ↗4   | ↘2   |

В переписях за 1858 (X ревизия), 1859 и 1868 годы учитывались только крестьяне. Число дворов и жителей: в 1850 году — 10 дворов, в 1858 году — 49 муж., 44 жен., в 1859 году — 12 дворов, 49 муж., 56 жен., в 1868 году — 13 дворов, 59 муж., 49 жен.
В 1885 году был сделан более широкий статистический обзор. В деревне проживало 153 крестьянина (21 двор, 83 муж., 70 жен., 2 домохозяина не имели своего двора), а также две не приписанных к общине семьи (3 муж., 5 жен.). На 1885 год грамотность среди крестьян деревни составляла 14 % (22 человека из 153), также 5 мальчиков посещали школу.
В 1905 году в деревне проживало 142 человека (31 двор, 70 муж., 72 жен.).
По результатам переписи населения 2010 года в деревне проживало 2 человека (0 муж., 2 жен.).